# Kmart
Kmart Corporation (рус. «Кей-март») — сеть розничных магазинов в США. Основана в Детройте 1899 году как S. S. Kresge Company, в 1962 году переименована в Kmart. В 1980-е — 1990-е годы была третьей по размеру мировой розничноторговой сетью (после Walmart и Target).
В начале 2005 года вошла в состав холдинговой компании, управляющей сетью Sears (Sears Holdings), по состоянию на 2014 год продолжает функционировать в составе Sears под наименованием Kmart, объединяет более 1 тыс. магазинов в 49 штатах США, а также на Гуаме, в Пуэрто-Рико и на Американских Виргинских островах. Оборот сети в 2010 году оценивался в $15,6 млрд. Основные товарные группы — одежда, обувь, постельные принадлежности, мебель, ювелирные изделия, косметика, электроника, бытовая техника, товары для дома.
По состоянию на январь 2025 года владеет тремя магазинами на Американских Виргинских островах и одним на Гуаме.